# 15e base de soutien du matériel
La 15e base de soutien du matériel (15e BSMAT) était une unité de soutien de l'Armée de terre française. Créée le 1er juillet 1999, elle est dissoute en juin 2014.

## Historique
La 15e BSMAT est créée le 1er juillet 1999 à Besançon. Elle est l'héritière de l'Établissement du matériel de Besançon dissous en 1997.
En juin 2005, la portion centrale de la base s’installe au Quartier La Horie de Phalsbourg afin de relever le 6e régiment du matériel.
En 2009, la 15e BSMAT comptait 383 personnels et comprenait trois compagnies à Phalsbourg (dont une section à Valdahon), une compagnie à Belfort (avec une section à Épinal) et une compagnie à Langres.
La base entretenait également des détachements à Fourchambault, au Quartier Triquigneaux de Saint-Florentin et à Domgermain près de Toul.
La 15e BSMAT est dissoute le 26 juin 2014. Son dernier chef de corps était le Colonel Philippe Sutter (juin 2012 - juin 2014).

## Sources et bibliographie
- « Bientôt l'heure de mettre la clef sous la porte » article du Républicain Lorrain du 2 février 2014.